# آنتونی سیلینگ
آنتونی سیلینگ (۳۱ اوت ۱۸۸۴ – ۱۷ ژوئن ۱۹۷۱) ژنرال لهستانی است که در کنار ویکتور تومه و استانیسواو ماچک موفق‌ترین فرماندهان نیروی زمینی لهستان در طول تهاجم آلمان به آن کشور در سال ۱۹۳۹ شناخته می‌گردند.

## پیش از تشکیل لهستان
سیلینگ در پوونگاو-برامورا متولد شد و از دوران نوجوانی عضو واحد رزمی حزب سوسیالیست لهستان بود. او مسئول چندین خانه امن بود که ضمن پناه دان به نیروهای شورشی در آن‌ها روزنامه‌های مخفی و اسلحه انبار شده بودند. نهایتاً او توسط مقامات روسیه دستگیر شد و یک ماه نیم را در ارگ ورشو به زندان گذراند و پس از آن ضمن ممنوعیت تحصیل در دانشگاه به دو سال خدمت سربازی در ارتش روسیه فرستاده شد (۱۹۰۷–۱۹۰۵). پس از بازگشت از سربازی او توانست از مدرسه عالی کشاورزی ورشو مدرک کشاورزی را دریافت کرده و ضمن ازدواج به کار در یک مزرعه بپردازد. با شروع جنگ جهانی اول در ۱۹۱۴ او را برای خدمت فراخواندند.

## دوران جمهوری دوم لهستان
در طول سال‌های جنگ او تا درجه سرگردی ارتقا پیدا و سپس توسط نیروهای آلمانی به اسارت گرفته شد. با پایان جنگ و تأسیس لهستان، سیلینگ در سال ۱۹۱۹ به نیروی زمینی لهستان پیوست و در جنگ لهستان-شوروی فرماندهی هنگ ۴۴ پیاده‌نظام را به عهده داشت. در سال ۱۹۲۲ او درجه سرهنگی را دریافت کرد و سپس به خواست خود بازنشست گشت.
در سال ۱۹۲۵ سیلینگ بار دیگر به خدمت فراخوانده شد. در طی سال‌های بعد او فرماندهی لشکر ۲۸ پیاده‌نظام لهستان را در ورشو، لشکر ۲۳ پیاده‌نظام لهستان در کاتوویتسه و لشکر ۸ پیاده‌نظام لهستان را در دژ مودلین به عهده داشت. در ۱۹۲۷ سیلینگ به درجه سرتیپی رسید و در سال ۱۹۳۷ با عنوان بازرس ویژه ارتش به سیلزی منتقل گشت.

## جنگ جهانی دوم
در هنگام تهاجم آلمان به لهستان در سال ۱۹۳۹ سیلینگ به فرماندهی سپاه کراکوف انتخاب گشت که محور اصلی دفاع لهستان بود. وظیفه این سپاه ایجاد تأخیر در مقاومت نیروهای آلمانی به سمت شرق از طریق شمال کوه‌های کارپات و دفاع از ناحیه صنعتی سیلزی علیا بود. این سپاه شامل ۴ لشکر پیاده‌نظام (لشکر ۶، ۷، ۲۳ و ۲۵)، دو لشکر پیاده‌نظام کوهستانی (لشکرهای ۲۱ و ۲۲)، یک تیپ کوهستانی، یک تیپ سواره‌نظام موتوریزه و یک تیپ سواره‌نظام عادی بود. این نیرو جنوب‌غربی‌ترین سپاه لهستان بود که در شمال آن سپاه ووچ و در جنوب شرق آن سپاه کارپاتی عمل می‌کردند.
در همان روزهای ابتدایی آغاز نبرد سپاه ووچ که در شمال سپاه کراکوف بود در اثر عملیات سریع آلمانی‌ها در هم شکسته شد و سپاه کراکوف تحت حملات سپاه چهارم آلمان به فرماندهی ژنرال ویلهلم لیست قرار گرفت. سیلینگ مجبور بود برای آنکه جناحین خود را حفظ کند از روز ۲ سپتامبر عقب‌نشینی را آغاز نماید. در شرایط بحرانی دیگر نیروهای لهستانی، سیلینگ که یک فرمانده با تجربه بود با عقب‌نشینی قدم به قدم و پرهیز از درگیر جدی با نیروهای آلمانی که توان به وضوح بیشتری داشتند توانست خود را به لوبلین رسانده و تلاش‌های متعدد نیروهای آلمان جهت محاصره را ناکام بگذارد. در ۱۹ سپتامبر نیروهای سپاه کراکوف در کنار نیروهای سپاه لوبلین که فرماندهیشان را تادئوس پیسکور در دست داشت وارد نبرد توماشوف لوبلسکی شدند. نیروهای لهستانی که تحت فرماندهی پیسکور قرار داشتند نتوانستند خطوط دفاعی آلمان را بشکنند و اکثر نیروهای لهستانی و دو ژنرال آن‌ها محاصره و در ۲۰ سپتامبر تسلیم شدند.

## پس از جنگ
سیلینگ که اکنون برای دومین بار در طول زندگیش اسیر نیروهای آلمانی گشته بود در افلگ هفت-آ مورناو نگهداری می‌گشت. این اردوگاه در ۳۰ آوریل ۱۹۴۵ توسط نیروهای آمریکایی آزاد گشت و سیلینگ که اکنون قصد نداشت به لهستان در دست کمونیست‌ها برود پس از مدتی زندگی در فرانسه و بریتانیا در ۱۹۴۷ به کانادا رفت و در آنجا بار دیگر ازدواج کرد. او بقیه عمرش را در یک مزرعه نزدیک به مونترآل زندگی کرد و در ۱۷ ژوئن ۱۹۷۱ درگذشت. سیلینگ را در سن-سووور، کبک دفن کردند.

## افتخارات
- لژیون دونور (شوالیه)
- نشان افتخار تولد لهستان
- صلیب دلاوری (لهستان)
- صلیب لیاقت (لهستان)